# Folkrörelsen för Ukraina
Folkrörelsen för Ukraina (Народний Рух України) är ett nationalistiskt parti i Ukraina, bildat 1989 under Gorbatjovs glasnost-era. Partiledare är Boris Tarasjuk.
Partiet är observatör i Europeiska folkpartiet och har sitt största väljarstöd i västra Ukraina.

## Valteknisk samverkan
I parlamentsvalet den 29 mars 1998 fick partiet, på egen hand, 9 % av rösterna och 46 mandat.
I valet den 30 mars 2002 ingick partiet i Viktor Jusjtjenko-alliansen Vårt Ukraina.
Den 26 mars 2006 erövrade Folkrörelsen för Ukraina, som en del av Blocket Vårt Ukraina, 13 mandat i parlamentet.
2007 ingick man i valalliansen Vårt Ukraina - Folkets självförvarsblock.

## Officiell webbplats
Rukh